# Nico Herzig
Nico Herzig (* 10. Dezember 1983 in Pößneck) ist ein ehemaliger deutscher Fußballspieler.

## Karriere
Nico Herzig ging im Alter von 17 Jahren gemeinsam mit seinem jüngeren Bruder Denny nach England, wo er beim FC Wimbledon spielte. Danach wechselte er zu Wacker Burghausen, wo er als Abwehrspieler eingesetzt wurde. Er wechselte zur Saison 2006/07 ablösefrei an den Tivoli zum Bundesliga-Aufsteiger Alemannia Aachen, wo er als Stammspieler 27 Bundesligapartien bestritt. Zur Saison 2008/09 wechselte Herzig zu Arminia Bielefeld und kehrte nach einer Spielzeit zur Alemannia zurück. Ab der Saison 2011/12 spielte Herzig beim Drittligisten SV Wehen Wiesbaden, wo er zunächst einen Zweijahresvertrag unterschrieb, den er 2013 um ein weiteres Jahr verlängert hat. Außerdem war er in der Drittligaspielzeit 2013/14 Kapitän des SVWW.
Im Januar 2015 schloss er sich kurz vor dem Ende der Transferphase dem Regionalligisten Würzburger Kickers an. Nach einer erfolgreichen Rückrunde beim Tabellenführer gelang Herzig 2014/15 der Gewinn der bayerischen Amateurmeisterschaft. In der folgenden Relegation setzten sich die Kickers gegen den 1. FC Saarbrücken durch. Dank Herzigs Siegtreffer im Hinspiel (0:1) gelang der Aufstieg der Mannschaft in die 3. Liga. Dort kam er in der folgenden Saison nach einer Meniskus-Op auf lediglich vier Ligaspiele, mit den Kickers feierte er den Aufstieg in die 2. Bundesliga.
Zur Spielzeit 2016/17 wechselte Herzig in die Regionalliga Südwest und schloss sich dem TSV Steinbach an. Herzig gewann als Kapitän der Mannschaft am 21. Mai 2018 mit dem TSV Steinbach den Hessenpokal und zog so in den DFB-Pokal ein.
Ende der Spielzeit 2019/2020 beendete Herzig seine Karriere. Am 3. Oktober 2020 wurde er von seinem Verein TSV Steinbach verabschiedet.

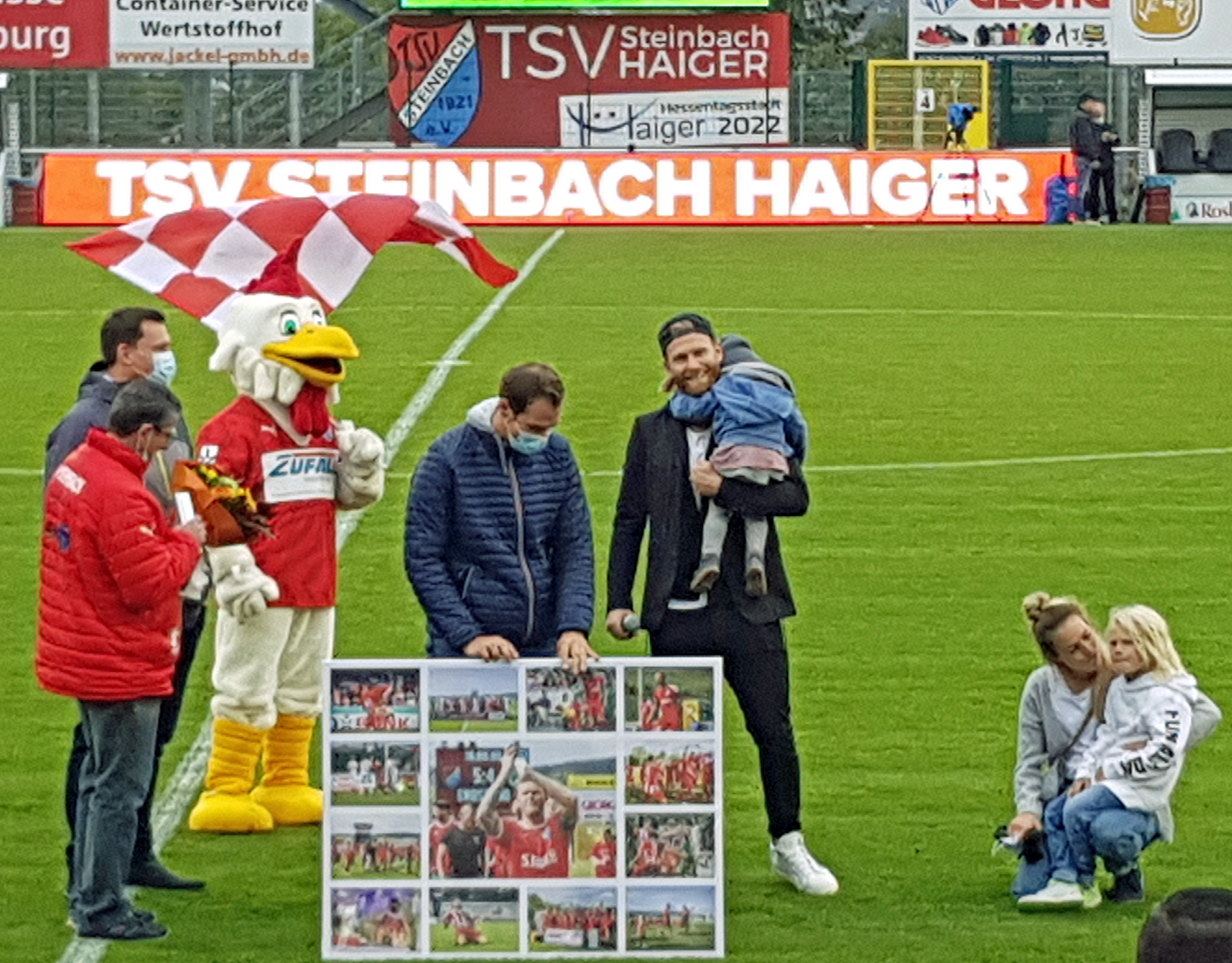
Herzig wird am 3. Oktober 2020 vom TSV Steinbach verabschiedet

## Erfolge
- Aufstieg in die 2. Bundesliga 2016 mit den Würzburger Kickers
- Aufstieg in die 3. Liga 2015 mit den Würzburger Kickers
- Hessenpokalsieger mit dem TSV Steinbach in der Saison 2017/2018